# ブレーク級防護巡洋艦
ブレーク級防護巡洋艦 (Blake class protected cruiser) は、イギリス海軍が初めて建造した防護巡洋艦の艦級でイギリス海軍では一等防護巡洋艦に類別し2隻が建造された。

## 概要
本級はイギリス海軍が自国の通商路保護と植民地警備を主任務とする一等巡洋艦として1887年度海軍計画において2隻が設計・建造された。前級である一等巡洋艦「オーランド級」は舷側装甲を有していたが、5,600トンの小型の船体に254mm装甲を舷側に張ったために設計時よりも船体が沈下して舷側装甲が水面に出ない設計ミスがあった事から、設計士官ウィリアム・ホワイトは舷側装甲を全て廃止して、舷側の防御は石炭で行うという画期的な設計を行った。この頃より機関技術の向上により帆走に頼らず機関航行だけで長距離航海が可能となったために、舷側に長大な石炭庫を設置した。新型機関は当時、類を見ない20,000馬力という高出力で最大速力は22ノットに達した。しかし、機関の強化は艦形の大型化を招き、排水量は前弩級戦艦並の9,150トンに達し、建造費が高価な物となって大量建造が難しくなった。本級以降からイギリス海軍ではより本級で得た技術をもとにして小型で経済的な二等巡洋艦を多数整備した。
本級は第一次世界大戦時にはすでに旧式となり、補給船として運用された。2番艦ブレニムはガリポリの戦いで地中海派遣軍を支援し、ヘンリー・オブ・バッテンバーグおよびチャールズ・タッパーの死去に際してはその遺体を本国へ搬送した。

## 艦形

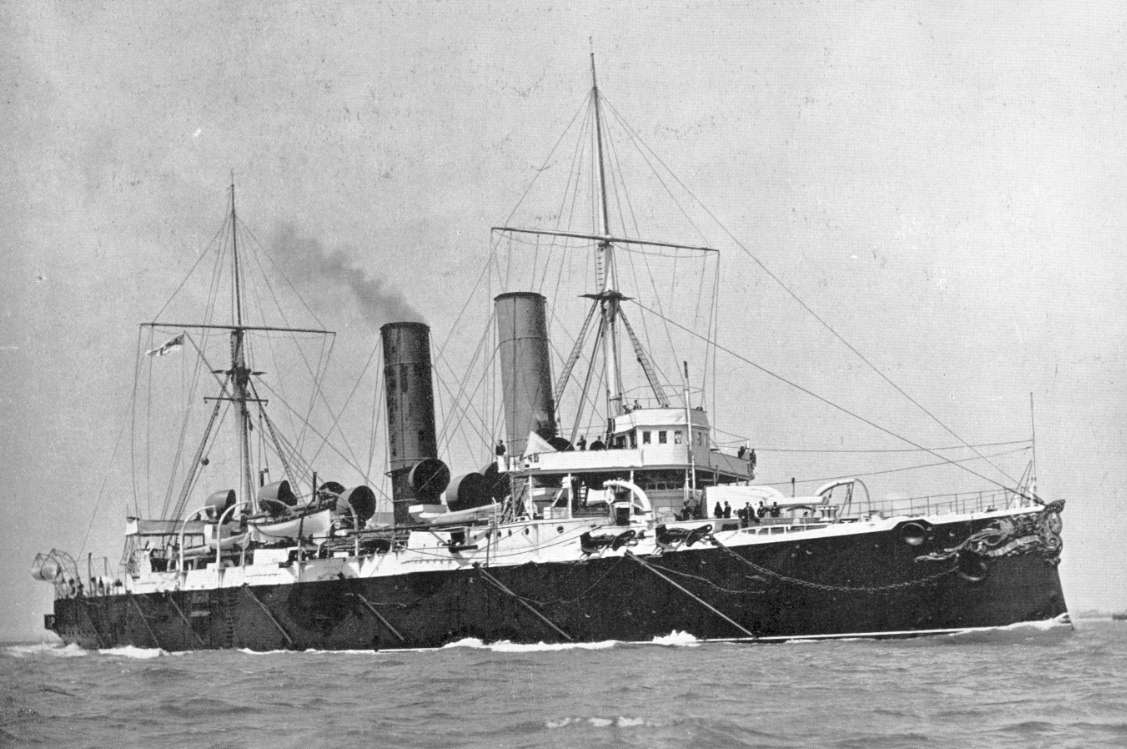
本級のブレニム

船体は平甲板型船体である。水面下に衝角（ラムの付いた艦首から甲板上に23.4cm（31.5口径）ライフル砲を防盾の付いた単装砲架で1基配置した。その背後の司令塔の上に、両脇に船橋を持つ操舵艦橋と単脚式の前部マストが立つ。
船体中央部に2本煙突が立ち、その周囲は煙管型の通風筒が立ち並び、その外周は艦載艇置き場となっており、2本1組のボート・ダビッドが片舷2組ずつ計4組で運用された。舷側甲板上には副砲の15.2cm速射砲が防楯の付いた単装砲架で片舷5基ずつ計10基を配置した。
3番煙突の後方に後部マストと後部艦橋が立ち、そこから甲板一段分下がって、後部甲板上に23.4cmライフル砲を防盾の付いた単装砲架で1基配置した。この武装配置により艦首方向に最大で23.4cm砲1門・15.2cm砲2門、舷側方向に最大で23.4cm砲2門・15.2cm砲5門、艦尾方向に最大で23.4cm砲1門・15.2cm砲2門が指向できた。

## 主砲、その他備砲
本級の主武装は「1881年型 Mark VI  23.4cm（31.5口径）砲」を採用した。その性能は172.4kgの砲弾を、最大仰角15度で10,445m まで届かせられ、射程5,490mで舷側装甲127mmを貫通できるとされた。砲身の俯仰・砲塔の旋回・砲弾の揚弾・装填は主に人力を必要とした。砲身の上下角度は仰角15度・俯角5度で左右の旋回角度は甲板上に配置したものは150度であった。発射速度は1分間に1発であった。
本級の副武装は「1901年型 Mark VII 15,2cm（45口径）砲」を採用した。その性能は45.4kgの砲弾を、最大仰角20度で13,350mまで届かせられ、射程2,740mで舷側装甲51mmを貫通できるとされた。砲身の俯仰・砲塔の旋回・砲弾の揚弾・装填は主に人力を必要とした。砲身の上下角度は仰角20度・俯角7度で左右の旋回角度は甲板上に配置したものは300度、舷側配置の物は160度であった。発射速度は1分間に5～7発であった。
他に対水雷艇迎撃用に近接戦闘用としてこの時代の軍艦に広く採用されたフランスのオチキス社の「オチキス 4.7cm（43口径）機砲」を単装砲架で16基装備した。対艦攻撃用に45.7cm水上・水中魚雷発射管を計4基装備していた。

## 同型艦
- ブレーク - HMS Blake
- ブレニム - HMS Blenheim

## 参考図書
- 「世界の艦船 1996年11月増刊　イギリス巡洋艦史」（海人社）
- 「Conway All The World's Fightingships 1860-1905」（Conway）
- 「Conway All The World's Fightingships 1906–1921」（Conway